# Ohwia luteola
Ohwia luteola är en ärtväxtart som först beskrevs av Hiroyoshi Ohashi och T.Nemoto, och fick sitt nu gällande namn av Hiroyoshi Ohashi. Ohwia luteola ingår i släktet Ohwia och familjen ärtväxter. Inga underarter finns listade i Catalogue of Life.